# Willem Joseph Kelleners
Willem Joseph Kelleners (Limbricht, 28 mei 1909 – Sittard, 10 oktober 1980) was een Nederlands burgemeester.
Hij werd geboren als zoon van Godfried Kelleners (1866-1929; hoofdonderwijzer) en Maria Cornelia Leurs (1876-1961). Hij is als ambtenaar werkzaam geweest bij de gemeentesecretarie van Susteren voor hij in september 1947 benoemd werd tot burgemeester van de gemeenten Ohé en Laak en  Stevensweert. In 1974 ging Kelleners met pensioen en zes jaar later overleed hij op 71-jarige leeftijd.